# Vestfossen
Vestfossen ist eine Ortschaft in der norwegischen Kommune Øvre Eiker in der Provinz (Fylke) Buskerud. Der Ort hat 3266 Einwohner (Stand: 1. Januar 2024).

## Geografie
Vestfossen ist ein sogenannter Tettsted, also eine Ansiedlung, die für statistische Zwecke als eine städtische Siedlung gewertet wird. Der Ort liegt südlich der Stadt Hokksund, die der Verwaltungssitz der Kommune Øvre Eiker ist. Etwas südwestlich von Vestfossen befindet sich die Stadt Kongsberg.
Durch Vestfossen fließt die Vestfosselva, die etwas südlich von Vestfossen aus dem Fiskumvannet abfließt und in Hokksund in die Drammenselva mündet. In der Vestfosselva liegt der namensgleiche Wasserfall Vestfossen.

## Wirtschaft und Infrastruktur

### Verkehr
Etwas westlich des Orts verläuft die Europastraße 134 (E134). Die E134 führt Richtung Norden zur Stadt Hokksund und von dort weiter in den Osten nach Mjøndalen und in die Stadt Drammen. Richtung Südwesten stellt die Straße unter anderem die Verbindung zur Stadt Kongsberg her. Von der E134 führt der Fylkesvei 35 Richtung Süden in den Ortskern von Vestfossen und von dort weiter in den Südosten.
In Vestfossen befindet sich ein Bahnhof, der im Jahr 1871 eröffnet wurde, als die Randsfjordbanen-Nebenlinie zwischen Hokksund und Kongsberg fertiggestellt wurde. Der Bahnhof wird von Zügen der Sørlandsbanen angefahren. Der Abstand zum Osloer Hauptbahnhof (Oslo Sentralstasjon) beträgt rund 76 Kilometer.

### Wirtschaft
Zwischen 1886 und 1970 lief die Produktion in der örtlichen Cellulosefabrik, der Vestfos Cellulosefabrik. Ab 1912 wurde dort auch Papier produziert. Bei Vestfossen befindet sich das Wasserkraftwerk Vestfossen, das im Jahr 1984 in Betrieb genommen wurde und eine Fallhöhe von rund 16 Metern ausnutzt. Zwischen 1991 und 2020 lag die durchschnittliche Jahresproduktion bei 9 GWh.

## Kirche
Ab 1902 hatte Vestfossen eine Kapelle. Seit August 2010 befindet sich mit der Vestfossen kirke zudem eine eigene Kirche im Ort.

## Name
Der Ortsname leitet sich vom gleichnamigen Wasserfall ab. Der Namensbestandteil „foss“ bedeutet „Wasserfall“.

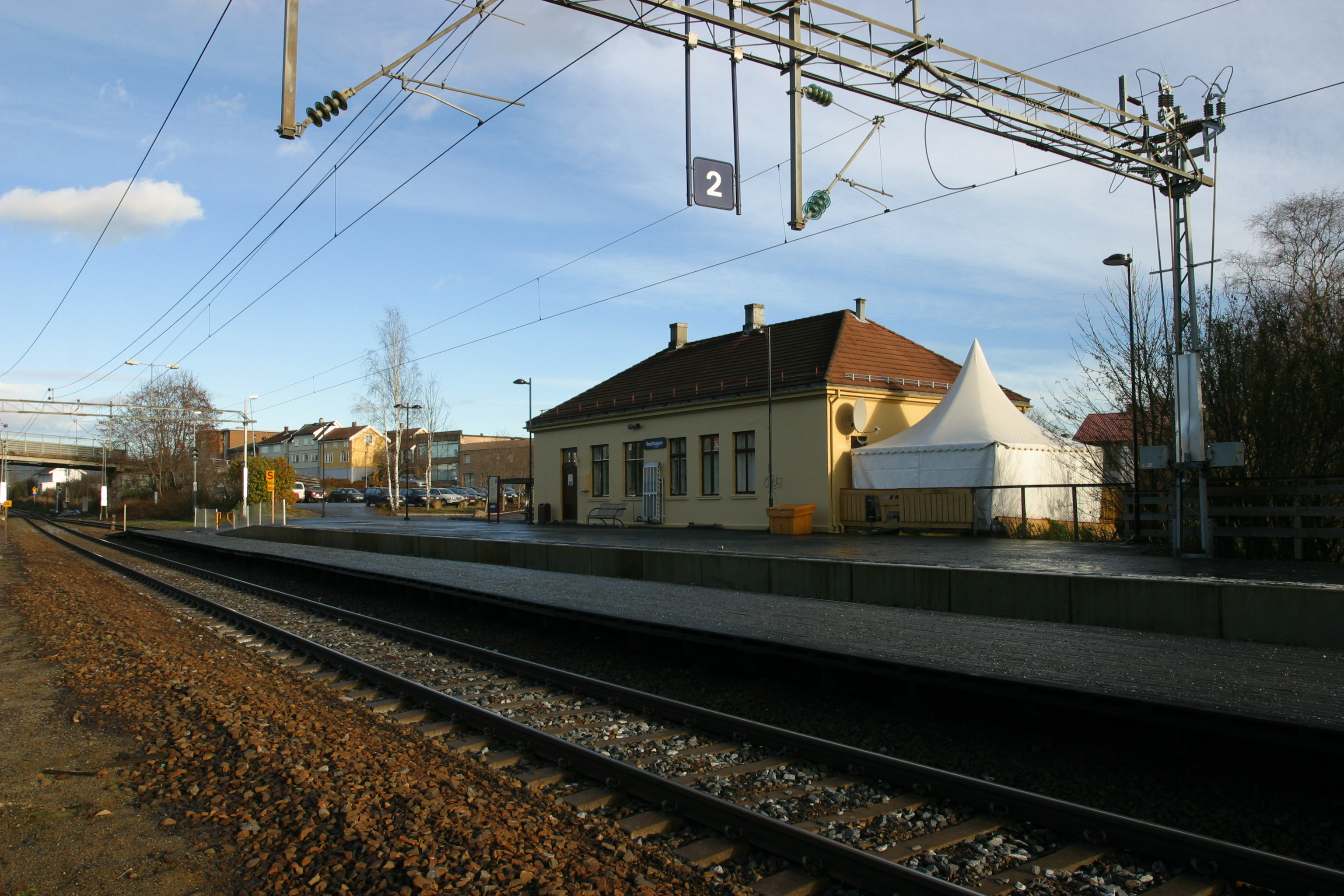
Bahnhof in Vestfossen
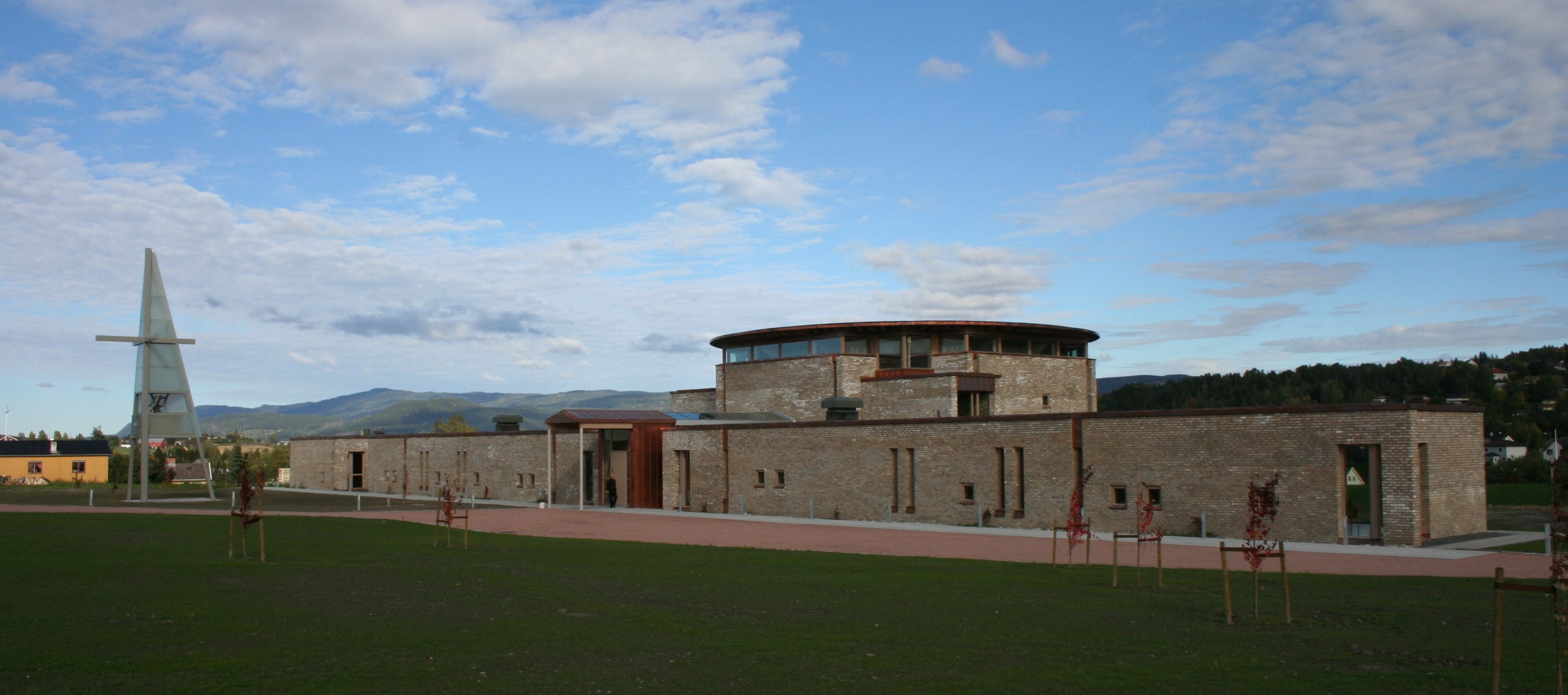
Kirche von Vestfossen